# Jean Bayet
Jean (Jean Alexis) Bayet (Versailles, 12 novembre 1892 – Parigi, 5 dicembre 1969) è stato un latinista francese.
Professore di lingua e letteratura latina alla Sorbonne, fu direttore generale dell'istruzione nel 1944, membro dell'Académie des inscriptions et belles-lettres dl 1948 e direttore dell'École française di Roma dal 1952 al 1960.
Specialista di letteratura e di religione romana ha avuto, grazie ai suoi lavori e alle tesi che ha diretto, un ruolo determinante nello sviluppo di una scuola francese  di storia della religione romana che fu particolarmente attiva nella seconda metà del XX secolo.

## Biografia
Nell'infanzia fu afflitto da una malattia alle gambe che gli creava difficoltà nel camminare e che lo accompagnò per tutta la vita; dovette per ciò rinunciare alla carriera militare che era stata seguita dal padre.
Entrò all'École normale supérieure nel 1912, ottenne il primo posto al concorso da professore associato nel 1919 e fu membro dell'École française di Roma dal 1917 al 1920.
Inizialmente insegnò nei licei, continuando la preparazione della sua tesi di dottorato su Les Origines de l'Hercule romain e lo studio critico dei principali monumenti relativi all'Ercole etrusco, tesi che sostenne nel 1926. Nel 1926-27 insegnò alla Facoltà di Lettere dell'Università di Caen, prima nel corso di lingua e letteratura latina (incaricato anche di un corso complementare di grammatica delle lingue antiche), e poi come titolare della cattedra di lingua e letteratura latina dal 1927. 
Nel 1932 Bayet entrò alla Sorbonne come ricercatore (maître de conférences e poi professeur sans chaire) e nel 1937 vi divenne professore di lingua e letteratura latina. Nel 1942, sotto l'occupazione tedesca, fu direttore aggiunto dell'École normale supérieure
.
Alla Liberazione fu nominato direttore generale dell'Istruzione e partecipò a questo titolo ai lavori della Commissione Langevin-Wallon
. 
Nel 1946 fu anche preside della Facoltà di Lettere di Parigi.
Entrò all'Académie des inscriptions et belles-lettres il 3 dicembre 1948. Fu anche membro dell'Accademia Nazionale dei Lincei e della Pontificia accademia romana di archeologia. 
Fu infine direttore dell'École française di Roma dal 1952 al 1960 e nel frattempo (1954-55) presidente dell'Unione internazionale degli istituti di archeologia; a conclusione di questo incarico andò in pensione, nel 1961, afflitto negli ultimi anni dalla  malattia che lo costrinse infine all'immobilità
.
Collaborò con molte riviste, da Mélanges de l'École française de Rome, alla Revue de philologie, al Journal des savants, alla Revue des études latines, alla Revue d'histoire des religions alla Revue des études grecques.